# 胡雄杰
胡雄杰（1972年—），湖南省邵阳市人，中国大陆企业家，在湖南省有8家公司，涉及投资、房地产、工程等，被大陆媒体称为“身家10亿的湘省官二代首富”。中南工业大学毕业。父亲是原中国人民政治协商会议湖南省委员会主席、中国共产党湖南省委员会专职副书记、秘书长、中国共产党怀化地区委员会书记的胡彪。

## 生平
1972年，胡雄杰出生在湖南省邵阳市，当时他的父亲胡彪任湖南省邵阳市革命委会常委、党委办公室主任，市革命委会农业办公室副主任，市农办主任兼郊区党委书记、工委主任。胡雄杰毕业于中南工业大学。
1999年，27岁的胡雄杰任湖南省农业厅旗下的一家上市公司湖南亚华种业股份有限公司的高管，父亲胡彪是中国共产党湖南省委员会常务副书记，此前他曾任珠海市经济技术协作发展总公司副经理、珠海源安实业发展有限公司投资部经理、珠海源安实业发展有限公司副总经理。同年，胡雄杰因父亲胡彪和周本顺的关系而结识了19岁的周靖，周本顺的儿子。
2002年，胡雄杰联手周靖拿下的第一个项目——长沙五一路临近湘江的繁华地块的旧房拆迁改造工程，震动了长沙房地产界，并且赚得盆满钵满。2003年，周靖和胡雄杰两人联手帮一家房企在寸土寸金的湘江边拿下一块商住两用地，胡雄杰和周靖在庆功宴上放言：“在长沙，没有我俩办不成的事。”两人又从贵州省茅台镇运来一批基酒，进行勾兑，制作出新酒取名“韶山壹号”，成为当时湖南省多地接待指定用酒。2004年，胡雄杰和周靖参与长沙新大新集团有限公司收购了具有“农业第一股”之称的“湖南袁隆平高科技股份有限公司”。2007年11月2日，长沙星沙保时捷中心注册成立，法定代表人虽为雷虹桥（1973生，湖南省邵阳市武冈市人，1993年至1995年在珠海市经济技术协作发展总公司工作，副经理是胡雄杰。1995年至2002年任湖南虹海实业有限公司总经理；2002年至2003年任湖南银港房地产开发有限公司副总经理；2003年任湖南银港房地产开发有限公司董事长兼总经理。），实际上帮周靖、胡雄杰、赵晋（赵少麟之子）代持而已。胡雄杰和周靖两人联手操盘入行甚难的一家典当公司湖南融成典当有限公司。
2015年7月24日下午，胡雄杰和周本顺（原中国共产党河北省委员会书记）之子周靖在长沙市星沙镇保时捷中心（胡雄杰占75%，周靖占25%）一同被中华人民共和国公安部带走调查。